# Un homme pas comme les autres (nouvelle)
Pour les articles homonymes, voir Un homme pas comme les autres.

Un homme pas comme les autres est une nouvelle d’Anton Tchekhov.

## Historique
Un homme pas comme les autres est initialement publiée dans la revue russe Les Éclats et signée Antocha Tchékhonté. Aussi traduit en français sous le titre Un homme extraordinaire.

## Résumé
L’assesseur de collège Kiriakov sonne de nuit chez Maria Kochkina, la sage-femme. Sa femme va accoucher, mais il veut avant d’y aller, fixer le prix du travail de Maria : il peut offrir deux rouble, elle en demande cinq, il refuse, elle transige à trois, mais il ne veut pas et s’en va.
Moins d’une heure plus tard, il est de retour : il n’a trouvé personne, il est donc obligé d’accepter son prix. Maria, après l’accouchement, discute avec la femme : « Vous avez un drôle de mari. » Oui, toute sa famille a rompu avec lui, les domestiques restent à peine un mois et il impose à toute la famille une pression énorme sur les dépenses. Maria, qui ne supporte pas l’homme, se dépêche de quitter l’appartement : elle en oublie de se faire payer. 

## Édition française
- Un homme pas comme les autres, traduit par Madeleine Durand et Édouard Parayre, révision de Lily Dennis, Bibliothèque de la Pléiade, éditions Gallimard, 1967  (ISBN 978 2 07 0105 49 6).